# Joaquim Francisco de Paula
Joaquim Francisco de Paula (Barbalha, 2 de abril de 1857 — Belo Horizonte, 12 de julho de 1924) foi um geólogo, jornalista, engenheiro e professor. Nascido no Sítio de Caldas, Município de Barbalha, Ceará, era filho de Dona Maria de Jesus, pertencente aos tradicionais Caldas (sobrenome), e Fulgêncio Taveira, Capitão, descendente do Capitão Matias de Lima Taveira. Consta no livro A Família Caldas do Município de Barbalha, em sua página número 18, que ele teria tido uma irmã, que uma vez tendo se casado e ido morar no Estado do Maranhão, dela não se teve mais notícias.
O sobrenome Paula aparece nesta família a partir de promessa a São Francisco de Paula caso nascesse um filho homem, levando portanto a crer, que sua irmã teria sido a primeira a nascer. Ambos os sobrenomes são inteiramente substituídos por essa homenagem, até onde nos chega pelas referências bibliográficas.

## Biografia
Tendo sido seu pai, ao que consta, munido de muitos recursos financeiros (A FAMÍLIA CALDAS: Do Município de Barbalha, P. 48-49), começou seus estudos em Fortaleza, no Ceará, mudando-se em 1867 para o Rio de Janeiro, onde se formou em Engenharia Politécnica. Posteriormente, seguiu para Ouro Preto, onde diplomou-se na tradicional Escola de Minas, ao lado de Antônio Olinto e Augusto Barbosa entre outros. Diferenciando-se como excelente profissional, foi convidado a ser engenheiro adido à Diretorias de Obras em Ouro Preto, em 1888.
Portador de um caráter guerreiro, Joaquim Francisco de Paula, fez-se partidário do ideal republicano, tendo sido um dos fundadores do Partido Republicano Mineiro, e, ocupando também a função de jornalista, fez-se tão altivo defensor da República através de seus artigos e jornal, que lhe valeu a Sanção do Governo do Império do Brasil. Foi influenciado pelas idéias de mentes como as de Benjamin Constant, Gregório Taumaturgo de Azevedo e Rui Barbosa.
Feita a Proclamação da República do Brasil, foi convidado a integrar o quadro administrativo como Diretor-Geral das obras de melhoramento da Capital, e a assumir a Chefia das Obras de Desobstrução do Rio das Velhas e do Rio São Francisco. Até então, já amealhava ponderável fortuna como minerador, tendo sido um dos pioneiros na extração de manganês em Minas Gerais, bem como também de ouro e outros minerais.
É considerado Pai dos Minerais Radioativos em Minas Gerais, por ter sido o primeiro geólogo a anunciar Terras Raras neste Estado.
Entre suas amizades figuraram personalidades como Afonso Arinos de Melo Franco, que era não apenas um de seus principais advogados mas também um dos seus maiores amigos.

## Revolta e perseguição
No entanto, guiado pelos seus ideais patrióticos e partidário do Almirante Custódio José de Melo (que teria sido inclusive seu padrinho de casamento segundo uma das fontes bibliográficas), abdicou da opulência material e do status quo dos cargos oficiais, e, discordando de algumas das posturas do Florianismo, manifestou sua inconformidade, o que lhe valeu cruenta perseguição. Sob risco de fuzilamento, ordenado por Floriano Peixoto, e avisado antecipadamente por amigos, fugiu de Ouro Preto, disfarçado de padre, indo para o Rio de Janeiro, e sob o álibi de ministrar os últimos sacramentos a um marinheiro ferido, aderiu à Revolta da Armada, entrando no navio de guerra Couraçado Aquidabã, que forçava a saída da Baía da Guanabara, ocupando a patente de Capitão-Tenente, e posteriormente, de Comandante-Geral da Artilharia.
Uma carta, citada em A FAMÍLIA CALDAS: Do Município de Barbalha, p. 49, parece confirmar o caráter destemido e audacioso desse que se tornou um dos pioneiros mineiros, segue aqui um fragmento que nos chega por essa obra:
Prezado primo, José Leite. Estou escrevendo esta carta debaixo de uma chuva de balas, mas o troar dos canhões não me causa a menor sombra de pavor.
Ele teria continuado a carta exaltando sua lealdade ao Almirante Custódio José de Melo e ao seu patriotismo, e comentando que entrara voluntariamente na revolta objetivando o fim do governo despótico e ilegal que teria se abatido sobre o Brasil, e teria seguido a narrar episódios de sua vida, que infelizmente o autor não descreve na obra. Em um trecho mencionado pelo autot, demonstra as saudades de sua terra natal:
Ainda hoje tenho recordações saudosas de Sítio Tabocas, onde brinquei muito na minha meninice.
Segundo o autor, segue a carta falando de seu casamento, bem como de algumas de suas idéias em benefício do sertão, tal como descrito na página 50 do mesmo:
Ainda hoje não me esqueci do plano que elaborei para desviar a água do rio S. Francisco para o Ceará, através dos sertões de Pernambuco.
E termina sua carta com um trocadilho acerca de suas finanças:
Não sou rico nem sou pobre, porque ganho tanto quanto quero, e gasto tanto quanto ganho.
Pela consulta aos acervos museográficos infracitados, percebe-se em Joaquim Francisco de Paula um homem de ciência, rigoroso e sistemático, e preocupado com a realidade brasileira, mas ao mesmo tempo, munido de bom humor e de grande carinho, tal como se observa nas suas cartas à sua esposa e no trato gentil com que a chama de Minha Sinhá ou Sinhá Pequena.
Munido desse amor pela vida, seguiu na batalha, e na tentativa frustrada da Revolta da Armada em ocupar o sul do Brasil. Não há muitas referências de sua vida nessa época.
Derrotada a revolta, seguiu para Buenos Aires, Argentina, aonde permaneceu exilado, ministrando aulas de línguas. Dois anos após, quando foi concedida a Anistia, regressou ao Brasil, mas seu patrimônio, estava quase todo desmantelado pelo tempo e pela perseguição. Munido porém do mesmo caráter guerreiro de antes, reergueu-se novamente.

## Mestre e cientista
Prestou concurso e foi aprovado na cátedra de Gramática Histórica e Literatura Nacional do antigo Ginásio Mineiro, se tornando aí um dos mais temidos professores pelo seu rigor e seriedade no ensino. Em 1903, ficou responsável em reunir produtos do Estado para a Exposição de São Luiz. Substituiu e ocupou outras cátedras desde então, e em 20 de maio de 1912 integrou a Comissão Mineira do Centenário da Independência.
Ocupou também a cátedra de professor de Geologia e Minas da Escola de Engenharia (UFMG), e foi um dos seus fundadores. Foi também membro da Royal Geographical Society de Londres. Sua memória foi perpetuada pela família no edifício Joaquim de Paula  , que situa-se em ponto nobre, na Avenida Afonso Pena com rua Carijós, no perímetro da Praça Sete em Belo Horizonte. 

## Acervos museográficos
- Acervo do Projeto Sangue e Terra, SAM - Salas de Acervos Materiais, Departamento de Pesquisa, da Clio Museu de Cultura Material: bibliografias, documentos, e imagens, sitada à cidade de Nova Lima, MG. Clio Museu de Cultura Material. Consulta in loco. (LINK QUEBRADO, sugiro remoção dessa citação, demais referências segundo minha informação engenheira, procedem, mas são obras antigas, sem ISBN)

## Predefinição:Monografias
- SANTOS, Paulo Coelho Mesquita. O Brasil nas Exposições Universais (1862 a 1911) : mineral , negocios e publicações . Campinas: UNICAMP, 2009. PDF URL: http://www.bibliotecadigital.unicamp.br/document/?code=000467484
- XAMÃ, Gustavo.  Joaquim Francisco de Paula https://revistadomuseu.wordpress.com/2009/02/03/joaquim-francisco-de-paula